# Horné Otrokovce
Horné Otrokovce jsou obec na Slovensku, v okrese Hlohovec v Trnavském kraji. Žije zde 893 obyvatel

## Historie
V historických záznamech je obec poprvé zmiňována v roce 1113.